# Podhajce (gmina)
Gmina Podhajce – dawna gmina wiejska funkcjonująca w latach 1941–1944 pod okupacją niemiecką w Polsce. Siedzibą gminy były Podhajce, które stanowiły odrębną gminę miejską.
Gmina Podhajce została utworzona przez władze hitlerowskie z terenów okupowanych przez ZSRR w latach 1939–1941, należących przed wojną do gmin Nowosiółka (w całości), Białokrynica (częściowo), Siółko (częściowo) i Staremiasto (częściowo) w powiecie podhajeckim w woj. tarnopolskiem. Gmina weszła w skład powiatu brzeżańskiego (Kreishauptmannschaft Brzeżany), należącego do dystryktu Galicja w Generalnym Gubernatorstwie. W skład gminy wchodziły miejscowości: Beckersdorf, Białokiernica, Justynówka, Mużyłów, Nowosiółka, Popławy, Gniłowody (Hvardiiske), Telacze, Uhrynów, Wierzbów i Zahajce.
Po wojnie obszar gminy wszedł w struktury administracyjne ZSRR.